# Аврора Дан
Аврора Дан (5 жовтня 1955 , Бухарест ) — румунська фехтувальниця на рапірах, срібна призерка Олімпійських ігор 1984 року.

## Виступи на Олімпіадах
| Олімпіада         | Дисципліна           | Місце |
| ----------------- | -------------------- | ----- |
| Москва 1980       | командна рапіра      | 9     |
| Лос-Анджелес 1984 | індивідуальна рапіра | 9     |
| Лос-Анджелес 1984 | командна рапіра      | 2     |